# Região Geográfica Imediata de Barreirinhas
A Região Geográfica Imediata de Barreirinhas é uma das 22 regiões imediatas do estado brasileiro do Maranhão, uma das 8 regiões imediatas que compõem a Região Geográfica Intermediária de São Luís e uma das 509 regiões imediatas no Brasil, criadas pelo IBGE em 2017. É composta de 4 municípios, localizando-se na região dos Lençóis Maranhenses.

## Municípios
| Região geográfica imediata | Código | Municípios              |
| -------------------------- | ------ | ----------------------- |
| Barreirinhas               | 210006 | Barreirinhas            |
| Barreirinhas               | 210006 | Humberto de Campos      |
| Barreirinhas               | 210006 | Primeira Cruz           |
| Barreirinhas               | 210006 | Santo Amaro do Maranhão |